# Peymeinade
Peymeinade est une commune française située dans le département des Alpes-Maritimes en région Provence-Alpes-Côte d'Azur.

## Géographie

### Localisation
Peymeinade est située à 5 minutes en voiture de Grasse, à 20 minutes de Cannes et 40 minutes de Nice.

### Géologie et relief
Les espaces naturels sont situés au sud-est du territoire. Les forêts collinaires représentent le principal réservoir de biodiversité, en continuité avec les autres réservoirs forestiers de la région (corridor écologique). Elles sont reconnues pour leur richesse écologique et classées parmi les sites Natura 2000.
La commune est également concernée par deux zones naturelles d’intérêt floristique et faunistique.

### Sismicité
La commune se trouve en zone de sismicité modérée.

### Hydrographie et eaux souterraines
Cours d'eau sur la commune ou à son aval :
- fleuve côtier la Siagne ;
- canal de la Siagne[4] ;
- ruisseau le riou.

Peymeinade dispose d'une station d'épuration d'une capacité de 20 000 équivalent-habitants.

### Climat
Pour des articles plus généraux, voir Climat de Provence-Alpes-Côte d'Azur et Climat des Alpes-Maritimes.
En 2010, le climat de la commune est de type climat méditerranéen franc, selon une étude du Centre national de la recherche scientifique s'appuyant sur une série de données couvrant la période 1971-2000. En 2020, Météo-France publie une typologie des climats de la France métropolitaine dans laquelle la commune est exposée à un climat méditerranéen et est dans la région climatique  Var, Alpes-Maritimes, caractérisée par une pluviométrie abondante en automne et en hiver (250 à 300 mm en automne), un très bon ensoleillement en été (fraction d’insolation > 75 %), un hiver doux (8 °C) et peu de brouillards. 
Pour la période 1971-2000, la température annuelle moyenne est de 14,7 °C, avec une amplitude thermique annuelle de 16,2 °C. Le cumul annuel moyen de précipitations est de 917 mm, avec 6,2 jours de précipitations en janvier et 2,5 jours en juillet. Pour la période 1991-2020, la température moyenne annuelle observée sur la station météorologique de Météo-France la plus proche, « Pegomas », sur la commune de Pégomas à 7 km à vol d'oiseau, est de 16,1 °C et le cumul annuel moyen de précipitations est de 983,2 mm. 
La température maximale relevée sur cette station est de 40,4 °C, atteinte le 19 juillet 2023 ; la température minimale est de −4,4 °C, atteinte le 17 janvier 2017,,. 
| Mois                                  | jan.          | fév.          | mars        | avril         | mai           | juin          | jui.          | août          | sep.          | oct.          | nov.          | déc.          | année     |
| ------------------------------------- | ------------- | ------------- | ----------- | ------------- | ------------- | ------------- | ------------- | ------------- | ------------- | ------------- | ------------- | ------------- | --------- |
| Température minimale moyenne (°C)     | 4,4           | 4,2           | 6,4         | 9,3           | 12            | 16,2          | 18,8          | 18,8          | 15,8          | 12,4          | 8,5           | 5,4           | 11        |
| Température moyenne (°C)              | 9             | 9             | 11,5        | 14,3          | 17,2          | 21,6          | 24,5          | 24,7          | 21,5          | 17,3          | 12,9          | 10            | 16,1      |
| Température maximale moyenne (°C)     | 13,6          | 13,9          | 16,6        | 19,3          | 22,4          | 27            | 30,3          | 30,6          | 27,2          | 22,2          | 17,3          | 14,5          | 21,2      |
| Record de froid (°C) date du record   | −4,4 17.01.17 | −4,1 11.02.12 | −1 01.03.18 | 1,1 02.04.22  | 5,4 03.05.17  | 9,2 01.06.13  | 12,9 21.07.11 | 13,4 18.08.14 | 8,3 27.09.20  | 2,1 29.10.12  | −3 27.11.10   | −2 18.12.10   | −4,4 2017 |
| Record de chaleur (°C) date du record | 23 04.01.18   | 22,2 10.02.20 | 28 31.03.15 | 27,5 25.04.23 | 32,9 27.05.22 | 38,6 25.06.17 | 40,4 19.07.23 | 38,7 06.08.17 | 34,2 15.09.22 | 30,3 14.10.23 | 28,2 14.11.23 | 23,6 11.12.23 | 40,4 2023 |
| Précipitations (mm)                   | 76,2          | 83,1          | 96,7        | 77,4          | 59,5          | 52,4          | 25,3          | 20,6          | 51,4          | 147,3         | 190           | 103,3         | 983,2     |

| Diagramme climatique                                  |             |             |             |            |            |              |              |              |               |            |              |
| J                                                     | F           | M           | A           | M          | J          | J            | A            | S            | O             | N          | D            |
| 13,64,476,2                                           | 13,94,283,1 | 16,66,496,7 | 19,39,377,4 | 22,41259,5 | 2716,252,4 | 30,318,825,3 | 30,618,820,6 | 27,215,851,4 | 22,212,4147,3 | 17,38,5190 | 14,55,4103,3 |
| Moyennes : • Temp. maxi et mini °C • Précipitation mm |             |             |             |            |            |              |              |              |               |            |              |

Les paramètres climatiques de la commune ont été estimés pour le milieu du siècle (2041-2070) selon différents scénarios d'émission de gaz à effet de serre à partir des nouvelles projections climatiques de référence DRIAS-2020. Ils sont consultables sur un site dédié publié par Météo-France en novembre 2022.

### Voies de communications et transports

#### Voies routières
Commune desservie :
- par la départementale D 2562 depuis Grasse ;
- par les départementales D 11 puis D 13 depuis Cabris.

#### Transports en commun
- Transport en Provence-Alpes-Côte d'Azur

La commune est desservie par divers mode de transports en commun, en direction des communes et villes environnantes.

#### Lignes SNCF
- Gare de Grasse,
- Gare de Cannes.

#### Transports aériens
- Aéroport de Nice-Côte d'Azur,
- Aéroport de Cannes - Mandelieu.

### Intercommunalité
Commune membre de la Communauté d'agglomération du Pays de Grasse.

## Urbanisme

### Typologie
Au 1er janvier 2024, Peymeinade est catégorisée ceinture urbaine, selon la nouvelle grille communale de densité à 7 niveaux définie par l'Insee en 2022.
Elle appartient à l'unité urbaine de Nice, une agglomération intra-départementale dont elle est une commune de la banlieue,. Par ailleurs la commune fait partie de l'aire d'attraction de Cannes - Antibes, dont elle est une commune de la couronne,. Cette aire, qui regroupe 24 communes, est catégorisée dans les aires de 200 000 à moins de 700 000 habitants,.

### Occupation des sols
L'occupation des sols de la commune, telle qu'elle ressort de la base de données européenne d’occupation biophysique des sols Corine Land Cover (CLC), est marquée par l'importance des territoires artificialisés (62,9 % en 2018), en augmentation par rapport à 1990 (40,1 %). La répartition détaillée en 2018 est la suivante : 
zones urbanisées (62,9 %), forêts (31,5 %), zones agricoles hétérogènes (4,4 %), prairies (0,8 %), milieux à végétation arbustive et/ou herbacée (0,4 %).
L'évolution de l’occupation des sols de la commune et de ses infrastructures peut être observée sur les différentes représentations cartographiques du territoire : la carte de Cassini (XVIIIe siècle), la carte d'état-major (1820-1866) et les cartes ou photos aériennes de l'IGN pour la période actuelle (1950 à aujourd'hui).

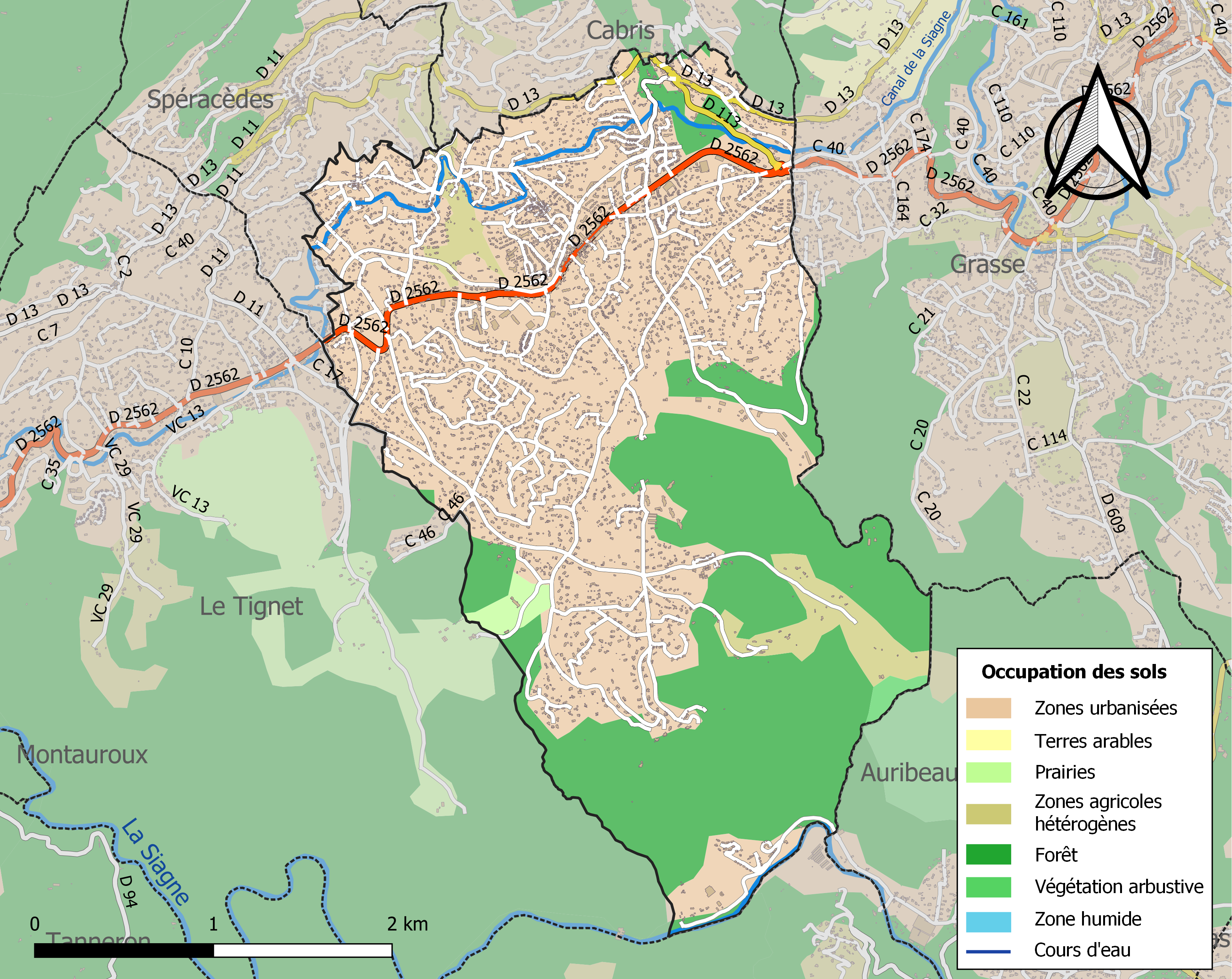
Carte de l'occupation des sols de la commune en 2018 (CLC).

### Communes limitrophes
| Cabris Spéracèdes | Cabris     | Grasse              |
| Spéracèdes        | Peymeinade | Grasse              |
| Le Tignet         | Tanneron   | Auribeau-sur-Siagne |

## Histoire
Jusqu'en 1868, l'histoire de Peymeinade était, depuis le Moyen Âge l'histoire de Cabris.
Du Ve siècle à 1350, les moines de Lérins remontèrent les cours de la Siagne et fondèrent des établissements agricoles dans la région. Notamment « le Grenier », aujourd'hui Quartier de Grange Neuve, et une autre exploitation dont le nom est « Prouveyresse » est resté.
En 1348-1350, survint la première grande épidémie de peste. La contrée fut dépeuplée. Les moines cédèrent leurs terres au seigneur. Les villageois émigrèrent. En 1400, Cabris fut porté comme « lieu inhabité ».
1416-1451, la peste frappa encore. Mais bientôt la région tout entière allait revivre. Les seigneurs attirent 52 familles du Pays de Vintimille par des « Actes d'habitation ». Celui de Cabris date du 1er mars 1496.
1709, le gel détruisit à peu près tous les oliviers.
1734-1752, à la suite de la nomination, en 1725, d'un vicaire au hameau de Peymeinade, vicaire qu'il fallait rétribuer et loger, une église et un presbytère furent bâtis.
1786, désir d'indépendance. Un procès allait opposer les habitants du hameau de Peymeinade aux maire et consul de Cabris.
1790, 1824, et 1838, des demandes de séparation furent formulées, mais ce n'est qu'en 1866 que la demande de séparation n'allait prendre son véritable caractère. Les habitants de Peymeinade avaient évolué depuis qu'une route départementale reliant Grasse à Brignoles avait été construite en 1846.
Le 10 juin 1868, le conseil municipal de Cabris acceptait le projet de partage.
Le 19 juin 1868, le préfet des Alpes-Maritimes publiait l'arrêté qui créait la commune de Peymeinade. Jean Giraud en fut le premier maire.
Dans les années 60-70, le laboratoire de physique moléculaire des hautes énergies était en activité sur les hauteurs de Peymeinade.

## Politique et administration

### Liste des maires
| Période      | Période                     | Identité                      | Étiquette               | Qualité |
| ------------ | --------------------------- | ----------------------------- | ----------------------- | --- |
| 1868         | 1877                        | Jean Giraud                   |                         | Premier maire de Peymeinade                                                                                            |
| 1878         | 1881                        | Jean François Maubert         |                         | |
| 1881         | 1888                        | Jean Giraud                   |                         | |
| 1888         | 1888                        | Mételin Chieusse              |                         | |
| 1888         | 1890                        | Étienne Bossy                 |                         | |
| 1890         | 1892                        | Honoré Bernard                |                         | |
| 1892         | 1904                        | Joseph Icard                  |                         | |
| 1904         | 1925                        | Pierre Cauvin                 |                         | |
| 1925         | 1929                        | Pierre Court                  |                         | |
| 1929         | 1941                        | Joseph Cauvin (1892-1954)     | RG                      | Huissier à Grasse Conseiller général de Saint-Vallier-de-Thiey (1934 → 1940) Conseiller d'arrondissement (1931 → 1934) |
| 1941         | 1944                        | Baptistin Porre               |                         | Adjoint faisant fonction de maire                                                                                      |
| 1944         | 1945                        | Raymond Houillon              |                         | Président de la délégation spéciale                                                                                    |
| 1945         | 1947                        | Baptistin Porre               |                         | |
| 1947         | 1954                        | Pierre Cauvin                 |                         | |
| 1954         | juin 1995                   | Régis Capponi                 | CD puis UDR puis RPR    | Avocat à Nice Conseiller général de Saint-Vallier-de-Thiey (1961 → 1992) Vice-président du conseil général             |
| juin 1995    | mars 2008                   | Florent Lerebour              | RPR puis UMP            | Médecin généraliste, maire honoraire                                                                                   |
| mars 2008    | mars 2014                   | Françoise Brousteau           | SE-DVG                  | Professeure retraitée                                                                                                  |
| mars 2014    | juillet 2020                | Gérard Delhomez               | UMP-LR puis DVD puis LR | Avocat Vice-président de la CA du Pays de Grasse                                                                       |
| juillet 2020 | En cours (au 19 avril 2023) | Philippe Sainte-Rose Fanchine | SE                      | Directeur commercial Vice-président de la CA du Pays de Grasse (2020 → )                                               |

### Budget et fiscalité 2016

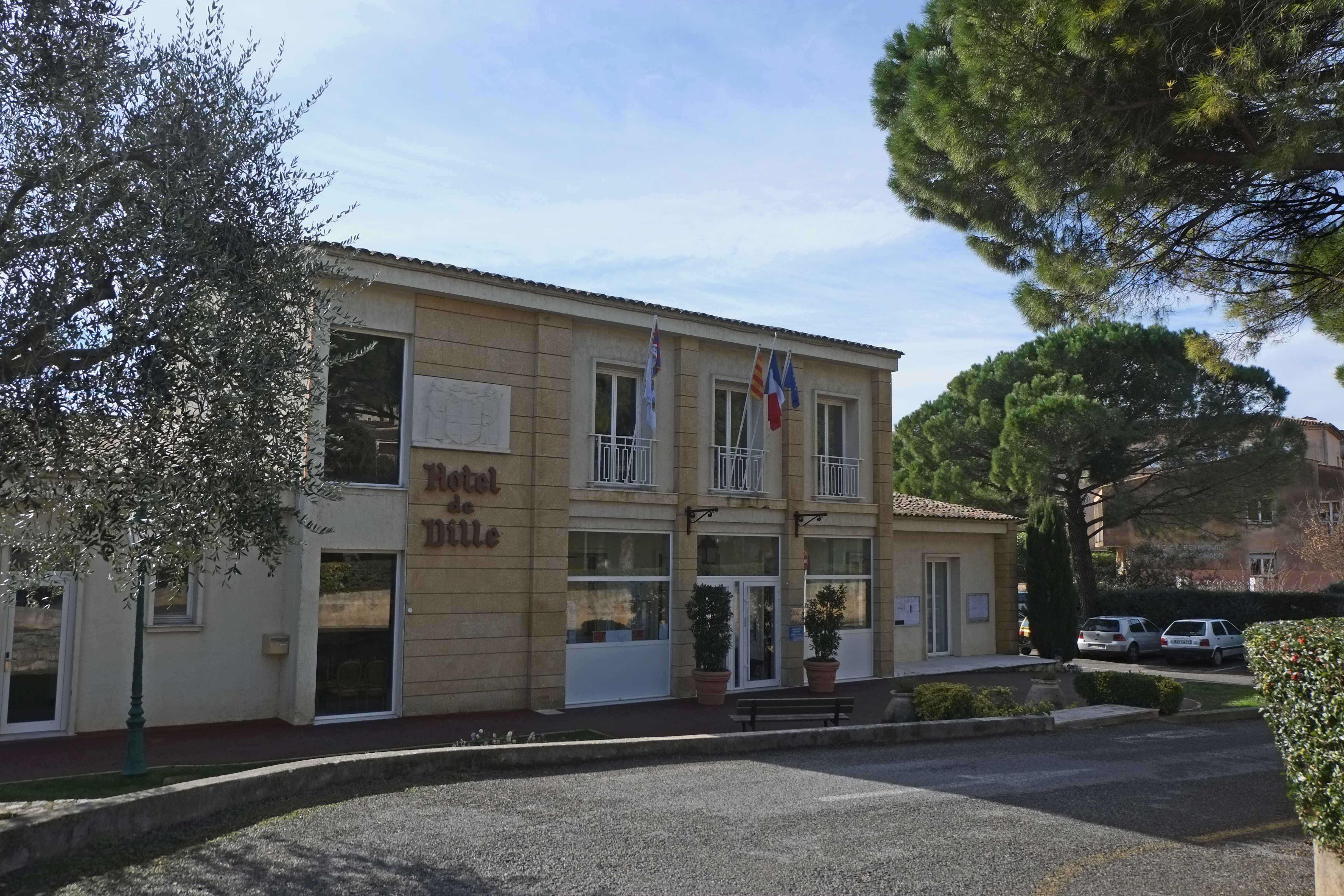
La mairie de Peymeinade.

En 2016, le budget de la commune était constitué ainsi :
- total des produits de fonctionnement : 7 473 000 €, soit 911 € par habitant ;
- total des charges de fonctionnement : 6 018 000 €, soit 733 € par habitant ;
- total des ressources d'investissement : 2 606 000 €, soit 317 € par habitant ;
- total des emplois d'investissement : 2 264 000 €, soit 276 € par habitant ;
- endettement : 5 151 000 €, soit 628 € par habitant.

Avec les taux de fiscalité suivants :
- taxe d'habitation : 13,29 % ;
- taxe foncière sur les propriétés bâties : 10,84 % ;
- taxe foncière sur les propriétés non bâties : 48,00 % ;
- taxe additionnelle à la taxe foncière sur les propriétés non bâties : 0,00 % ;
- cotisation foncière des entreprises : 0,00 %.

Chiffres clés Revenus et pauvreté des ménages en 2015 : médiane en 2015 du revenu disponible, par unité de consommation : 23 005 €.

## Économie

### Entreprises et commerces

#### Agriculture
- Jusqu’au milieu du XXe siècle, la commune était essentiellement rurale, la culture de la fleur y est importante et approvisionne les usines de parfums de Grasse. Progressivement les terres cultivables disparaissent au profit de constructions résidentielles.
- Agriculteurs éleveurs.

#### Tourisme
- Maison du tourisme[21].
- Hôtels[22],
- Chambres d'hôtes.

#### Commerces et services
Commerces et services de proximité.

### Jumelages
Le village de Peymeinade est jumelée avec la ville de Souffelweyersheim située dans le département du Bas-Rhin, en Alsace.

## Population et société

### Démographie

#### Évolution démographique
L'évolution du nombre d'habitants est connue à travers les recensements de la population effectués dans la commune depuis 1872. Pour les communes de moins de 10 000 habitants, une enquête de recensement portant sur toute la population est réalisée tous les cinq ans, les populations de référence des années intermédiaires étant quant à elles estimées par interpolation ou extrapolation. Pour la commune, le premier recensement exhaustif entrant dans le cadre du nouveau dispositif a été réalisé en 2005.

En 2022, la commune comptait 8 491 habitants, en évolution de +4,58 % par rapport à 2016 (Alpes-Maritimes : +2,85 %, France hors Mayotte : +2,11 %).
| 1872 | 1876 | 1881 | 1886 | 1891 | 1896 | 1901 | 1906 | 1911 |
| ---- | ---- | ---- | ---- | ---- | ---- | ---- | ---- | ---- |
| 516  | 511  | 476  | 515  | 513  | 526  | 481  | 533  | 545  |

| 1921 | 1926 | 1931 | 1936 | 1946 | 1954 | 1962  | 1968  | 1975  |
| ---- | ---- | ---- | ---- | ---- | ---- | ----- | ----- | ----- |
| 511  | 705  | 701  | 679  | 686  | 818  | 1 247 | 1 765 | 3 229 |

| 1982  | 1990  | 1999  | 2005  | 2006  | 2010  | 2015  | 2020  | 2022  |
| ----- | ----- | ----- | ----- | ----- | ----- | ----- | ----- | ----- |
| 4 479 | 6 293 | 7 120 | 7 681 | 7 733 | 7 867 | 8 116 | 8 211 | 8 491 |

#### Pyramide des âges
En 2021, le taux de personnes d'un âge inférieur à 30 ans s'élève à 28,3 %, soit en dessous de la moyenne départementale (31,0 %). À l'inverse, le taux de personnes d'âge supérieur à 60 ans est de 33,4 % la même année, alors qu'il est de 31,0 % au niveau départemental.
En 2021, la commune comptait 3 948 hommes pour 4 308 femmes, soit un taux de 52,18 % de femmes, légèrement inférieur au taux départemental (52,74 %).
Les pyramides des âges de la commune et du département s'établissent comme suit :
| Hommes | Classe d’âge | Femmes |
| ------ | ------------ | ------ |
| 1,1    | 90 ou +      | 1,6    |
| 10,2   | 75-89 ans    | 12,2   |
| 19,9   | 60-74 ans    | 21,7   |
| 21,8   | 45-59 ans    | 21,6   |
| 16,2   | 30-44 ans    | 17,0   |
| 13,6   | 15-29 ans    | 10,6   |
| 17,1   | 0-14 ans     | 15,3   |

| Hommes | Classe d’âge | Femmes |
| ------ | ------------ | ------ |
| 1,1    | 90 ou +      | 2,6    |
| 9,5    | 75-89 ans    | 12,2   |
| 17,6   | 60-74 ans    | 18,7   |
| 20,3   | 45-59 ans    | 19,9   |
| 18,1   | 30-44 ans    | 17,5   |
| 16,5   | 15-29 ans    | 14,6   |
| 16,8   | 0-14 ans     | 14,4   |

### Enseignement
Établissements d'enseignements :
- Écoles maternelles[28], élémentaires et primaires[29],
- Collège[30],
- Lycées à Grasse.

### Santé
Professionnels et établissements de santé :
- Médecins,
- Pharmacies,
- Hôpitaux à Cabris, Grasse.

### Cultes
- Culte catholique, Paroisse Saint Jean Cassien, Diocèse de Nice[32].

## Culture locale et patrimoine

### Lieux et monuments

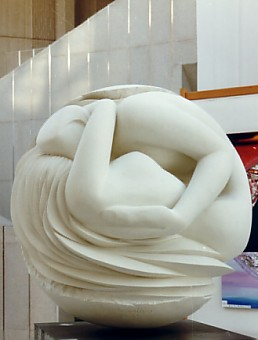
Humakos V, Jean Yves Lechevallier.

- Église saint-Roch, construite en 1724[33].
- Chapelle Saint-Marc, édifiée vers 1760[34],[35].
- Chapelle des Jaïsous[36].
- Chapelle Saint-Jean de la Prouveresse.
- Oratoires : 
  - Oratoire Saint-Gabriel (sur la façade de la maison Dostillio).
  - Oratoire Saint-Lazare aux Jaccourets.
  - Oratoire Saint-Jean-Baptiste votif (sur le chemin vicinal n° 6).
- Tombe de Prosper Merle[37].
- Monuments commémoratifs :
  - La sculpture Humakos V placée au carrefour du Maréchal Juin est une œuvre de l'artiste Jean-Yves Lechevallier.
  - Monument aux morts, Conflits commémorés 1914-1918 et 1939-1945[38],
  - Stèle commémorative la mémoire du F.F.I. Antoine Van Schoorisse[39],
  - Plaque commémorative à la mémoire de deux F.F.I.

### Personnalités liées à la commune
- Brigitte Bardot (1934-), possédait à partir de 1957, une bastide appelée « Le Castelet »[40] mise en vente en 2020 au prix de 6 millions d'Euros[41].
- Lolo Ferrari (1963-2000), n'a contrairement à ce que l'on a dit, pas habité Peymeinade. Elle vivait dans un quartier limitrophe de la commune, Sainte-Anne à Grasse, à deux kilomètres du centre de Peymeinade.

### Héraldique
| Blason de Peymeinade | Blason  | D’argent à l’écusson d’azur chargé d’une croix du champ accosté et supporté par deux moines affrontés de carnation, habillés d’une bure au naturel et posés sur une terrasse isolée de sinople, celui de dextre tenant dans sa main dextre une faucille renversée d’argent et celui de senestre tenant dans sa main senestre une houe du même, le fer reposant à terre. |
| Blason de Peymeinade | Détails | Le statut officiel du blason reste à déterminer. |

En 2015, les enseignants de la commune ont alerté l’inspecteur d’académie en faisant valoir que les deux moines du blason de la commune posaient un cas « d’atteinte à la laïcité, ».